# Fernando Caldeiro
Fernando "Frank" Caldeiro, né le 12 juin 1958 à Buenos Aires (Argentine) et mort le 1er octobre 2009 à League City (Texas, États-Unis), est un astronaute américain.

## Biographie

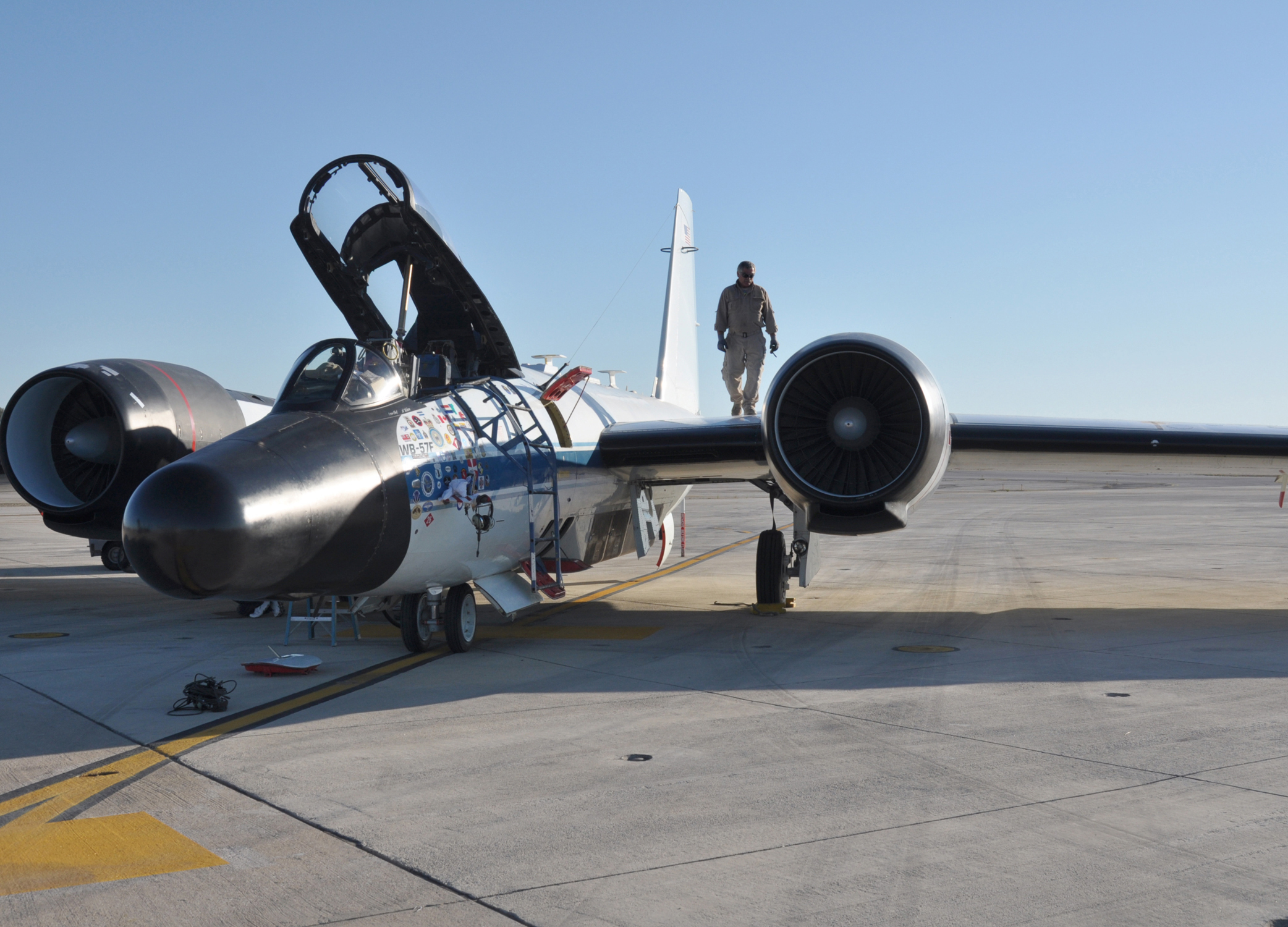
Le WB-57 de la NASA.

Il a été embauché en 1991 par la NASA comme expert dans les systèmes de propulsion cryogénique et au bureau de la sécurité et de contrôle de la mission. Il a participé activement à 52 lancements de navette spatiale pendant huit ans.
Il a été sélectionné par la NASA comme candidat astronaute en avril 1996. Il a été certifié spécialiste de mission après avoir terminé deux années de formation et d'évaluation. En 1997, il a été affecté au Bureau des astronautes lors des opérations de la station et a travaillé aux contrôles environnementaux de la Station spatiale internationale.
En janvier 2006, Caldeiro a participé à un vol à haute altitude WB - 57 dans un Martin B-57 dans le cadre des opérations de vol de la Division de la navigation aérienne (AOD) à Ellington Field, où il a dirigé l'exploitation des expériences atmosphériques à haute altitude, réalisée à bord de l'avion de la NASA WB - 57.
Il est décédé le 3 octobre 2009 à l'âge de 51 ans, après deux ans et demi de lutte contre une tumeur au cerveau.